# Tunnel du Vuache
Le tunnel du Vuache est un tunnel autoroutier français situé en Haute-Savoie emprunté par l'autoroute A40 (au kilomètre 84).

## Localisation
Le tunnel est situé sur le territoire des communes de Clarafond-Arcine et Vulbens. Il traverse la montagne du Vuache en son centre d'est en ouest.

## Histoire
Le tunnel du Vuache est mis en service en 1982 lors de l'ouverture complète de la section Bellegarde - Annemasse de l'autoroute.
Le 11 juin 2025, un camion transportant des billes de plastique prend feu dans le tube sud, entraînant sa fermeture ; la circulation routière est reportée dès le lendemain dans le tube nord qui fonctionne alors dans les deux sens.

## Caractéristiques
Le tunnel du Vuache est constitué de 2 tubes de longueurs de 1 431 m (tube sud) et 1 393 m (tube nord).